# Liste der Kulturgüter in Illgau
Die Liste der Kulturgüter in Illgau enthält alle Objekte in der Gemeinde Illgau im Kanton Schwyz, die gemäss der Haager Konvention zum Schutz von Kulturgut bei bewaffneten Konflikten, dem Bundesgesetz vom 20. Juni 2014 über den Schutz der Kulturgüter bei bewaffneten Konflikten sowie der Verordnung vom 29. Oktober 2014 über den Schutz der Kulturgüter bei bewaffneten Konflikten unter Schutz stehen.
Objekte der Kategorie A sind im Gemeindegebiet nicht ausgewiesen, Objekte der Kategorie B sind vollständig in der Liste enthalten, Objekte der Kategorie C fehlen zurzeit (Stand: 1. Januar 2023). Unter übrige Baudenkmäler sind zusätzliche Objekte zu finden, die gemäss Angaben des kantonalen Denkmalschutzes als geschützte Denkmäler eingestuft wurden und nicht bereits in der Liste der Kulturgüter enthalten sind.

## Kulturgüter
| Foto |                                                                                | Objekt                                             | Kat. | Typ | Standort                                 | Beschreibung |
| ---- | ------------------------------------------------------------------------------ | -------------------------------------------------- | ---- | --- | ---------------------------------------- | ------------ |
| BW   | Datei hochladen · Wikidata zu Balmli, mittelalterliche Alpwüstung (Q123110984) | Balmli, mittelalterliche Alpwüstung KGS-Nr.: 16513 | A    | F   | Balmli 697530 / 205350                   |              |
| ja   | Datei hochladen · Wikidata zu Sigristenhaus (Q29881590)                        | Sigristenhaus KGS-Nr.: 04802                       | B    | G   | Restaurant Sigristenhaus 697765 / 204843 |              |

## Übrige Baudenkmäler
| ID     | Foto |                 | Objekt                          | Typ | Standort                          | Beschreibung |
| ------ | ---- | --------------- | ------------------------------- | --- | --------------------------------- | ------------ |
| 14.001 | ja   | Datei hochladen | Pfarrkirche Heilige Drei Könige | G   | Dörfli 1.1 697730 / 204846        |              |
| 14.002 | BW   | Datei hochladen | Kapelle Warth                   | G   | Wart 1.4 697188 / 205766          |              |
| 14.003 | BW   | Datei hochladen | Kapelle Herz-Jesu               | G   | Zingelberg 1.6 699017 / 205185    |              |
| 14.004 | BW   | Datei hochladen | Kapelle St. Anna im Gründel     | G   | Gründel 2.3 697085 / 206839       |              |
| 14.006 | BW   | Datei hochladen | Haus Kirchmatt                  | G   | Kilchmatt 697878 / 205031         |              |
| 14.008 | BW   | Datei hochladen | Haus Zingelberg                 | G   | Zingelberg 1 699100 / 205224      |              |
| 14.009 | BW   | Datei hochladen | Haus Guggenhürli                | G   | Guggenhürli 697508 / 205202       |              |
| 14.010 | BW   | Datei hochladen | Haus Nühus                      | G   | Neuhaus 697773 / 205397           |              |
| 14.011 | BW   | Datei hochladen | Haus Müllersberg                | G   | Unter Müllersberg 697672 / 205520 |              |
| 14.012 | BW   | Datei hochladen | Haus Kirchengut                 | G   | Kirchengut 697606 / 205404        |              |
| 14.013 | BW   | Datei hochladen | Gründel-Haus                    | G   | Gründel 2 697200 / 206809         |              |

Legende: Siehe Legende der Liste der Kulturgüter von nationaler und regionaler Bedeutung. Anstelle der KGS-Nummer wird als Objekt-Identifikator (ID) die Nummer im Kantonalen Schutzinventar (KSI) verwendet.